# 세종대교
세종대교(世宗大橋)는 경기도 여주시 하동과 오학동을 서로 이어주는 교량으로, 총 길이가 약 1.8 km, 왕복 4차선 짜리의 구조를 이루고 있다. 2000년 착공하였고 2006년에 준공되었다. 밤에는 보색을 가진 전등이 켜지면서 화려한 야경을 연출하기도 하며, 국도 제37호선의 일부를 이룬다.

## 역사
- 2000년 : 착공
- 2006년 : 완공

## 특이 사항
세종대교에는 중간에 중소규모의 보조 다리가 몇 군데 더 이어지며, 영릉3교와 영릉2교, 영릉IC교, 영릉육교 등 4개의 하부 교량을 관통하고 있으며 남단에 접촉하기가 쉬운 곳을 보면 양쪽 옆차선을 통해 중부대로(국도 제42호선의 일부)와도 바로 연결된다. 교량 연결 없이 접근 가능한 남단의 교차로로는 월송 교차로가 있고 이곳에서는 지방도 제333호선과도 연결되며 조금만 더 가면 수도권 전철 경강선의 마지막 종착역인 여주역과도 접근 가능하다. 다만 북단의 경우 현암 교차로를 통해 현남길, 강변북로와도 연결 가능하다.